# Elfenbaan
De Elfenbaan is een langgerekt natuurgebied tussen Zoeterwoude en Bodegraven. Het gebied ligt ingeklemd tussen de spoorlijn Bodegraven naar Zoeterwoude en de N11, de autoweg waaraan het natuurgebied zijn naam te danken heeft. De Elfenbaan is aangelegd als compensatiemaatregel na de aanleg van de N11 eind twintigste eeuw.
Over een lengte van negentien kilometer is een natuurgebied ontstaan met kruidenrijke graslanden, poelen en moerasachtige vegitatie. De Elfenbaan verbindt verschillende natuurgebieden en is zo een belangrijke groene schakel tussen de Reeuwijkse Plassen en het Vlietland, waarlangs dieren zich kunnen verplaatsen.

## Waterparel
De Elfenbaan is eind 2021 na onderzoek door milieuorganisatie Natuur & Milieu verkozen tot een van de tien waterparels in Nederland. Dit vanwege de goede waterkwaliteit en de rijkdom aan flora en fauna.

## Beheer
De Elfenbaan wordt beheerd door het Zuid-Hollands Landschap.
Het terrein bestond vroeger uit landbouwgrond, die flink bemest is geweest. Het beheer is er op gericht om de biodiversiteit te vergroten. Zonder beheer zou het gebied volgroeien met bramen, brandnetels en wilgen waardoor andere planten geen kans zouden krijgen.

## Flora en fauna
In het gebied leven onder andere zoogdieren als dwergmuizen, hermelijnen en wezels en amfibieën als rugstreeppadden.
Er is een wal voor oeverzwaluwen aangelegd en er zijn bijenhotels geplaatst.
Verder grazen er koeien, die het gras kort houden en voor structuur in het gebied zorgen.
In het oostelijke deel komt de krabbenscheer voor, een waterplant die erg gevoelig is voor de juiste waterkwaliteit.